# Dmytro Korkiško
Dmytro Juryjovyč Korkiško (in ucraino Дмитро Юрійович Коркішко?; traslitterazione anglosassone: Dmytro Korkishko; Čerkasy, 4 maggio 1990) è un calciatore ucraino, attaccante del Kudrivka.

## Carriera

### Club
Ha giocato nella prima divisione ucraina con Arsenal Kiev, Čornomorec' e Dnipro-1, ed in quella bielorussa con il Minsk.

### Nazionale
Nel 2019 ha vinto gli Europei Under-19.
Nel 2013 ha segnato 2 reti in 4 presenze con la maglia della nazionale Under-21.

## Palmarès

### Nazionale
- Campionato d'Europa Under-19: 1

2009